# Islandščina
Islandščina je zahodnoskandinavski jezik, ki ga govorijo na Islandiji. Je pregibni jezik. Najbolj je sorodna ferščini.
Pisana islandščina se je od 13. stoletja malo spremenila, k čemur je zagotovo botrovala odmaknjenost otoka. Tako lahko sodobni govorci še vedno prebirajo sage, napisane pred okrog osmimi stoletji. Stara oblika jezika se imenuje stara islandščina, ki se pogosto enači kar s staro nordijščino, krovnim izrazom za skupni skandinavski jezik v vikinški dobi.
Za islandski pravopis je značilno, da je obdržal stari črki þ (thorn, slovensko pišemo th) in ð (eth ali edh, slovensko pišemo dh ali z đ). Lahko ju ponazorimo z izgovorjavo angleškega glasu th: þ je nezveneč (thin), ð pa zveneč (this).
Islandci se močno zavzemajo za ohranjanje svojega jezika. Namesto sprejemanja tujk raje kujejo nove islandske besede. Visoka islandščina je ultrapuristična oblika sodobne islandščine.

## Pisava
Za islandsko pisavo je značilno, da je ohranila dve stari črki: Þ, þ in Ð, ð, ki označujeta glasova, enaka nezvenečemu in zvenečemu th v angleščini (þ kot v thin, ð kot v this).
Islandska abeceda sestoji iz naslednjih črk:
| Velike tiskane črke | Velike tiskane črke | Velike tiskane črke | Velike tiskane črke | Velike tiskane črke | Velike tiskane črke | Velike tiskane črke | Velike tiskane črke | Velike tiskane črke | Velike tiskane črke | Velike tiskane črke | Velike tiskane črke | Velike tiskane črke | Velike tiskane črke | Velike tiskane črke | Velike tiskane črke | Velike tiskane črke | Velike tiskane črke | Velike tiskane črke | Velike tiskane črke | Velike tiskane črke | Velike tiskane črke | Velike tiskane črke | Velike tiskane črke | Velike tiskane črke | Velike tiskane črke | Velike tiskane črke | Velike tiskane črke | Velike tiskane črke | Velike tiskane črke | Velike tiskane črke | Velike tiskane črke |
| ------------------- | ------------------- | ------------------- | ------------------- | ------------------- | ------------------- | ------------------- | ------------------- | ------------------- | ------------------- | ------------------- | ------------------- | ------------------- | ------------------- | ------------------- | ------------------- | ------------------- | ------------------- | ------------------- | ------------------- | ------------------- | ------------------- | ------------------- | ------------------- | ------------------- | ------------------- | ------------------- | ------------------- | ------------------- | ------------------- | ------------------- | ------------------- |
| A                   | Á                   | B                   | D                   | Ð                   | E                   | É                   | F                   | G                   | H                   | I                   | Í                   | J                   | K                   | L                   | M                   | N                   | O                   | Ó                   | P                   | R                   | S                   | T                   | U                   | Ú                   | V                   | X                   | Y                   | Ý                   | Þ                   | Æ                   | Ö                   |
| Male tiskane črke   |                     |                     |                     |                     |                     |                     |                     |                     |                     |                     |                     |                     |                     |                     |                     |                     |                     |                     |                     |                     |                     |                     |                     |                     |                     |                     |                     |                     |                     |                     |                     |
| a                   | á                   | b                   | d                   | ð                   | e                   | é                   | f                   | g                   | h                   | i                   | í                   | j                   | k                   | l                   | m                   | n                   | o                   | ó                   | p                   | r                   | s                   | t                   | u                   | ú                   | v                   | x                   | y                   | ý                   | þ                   | æ                   | ö                   |

Samoglasnike z naglasnimi znamenji (na primer á in ö) štejejo za samostojne črke in ne za različice izhodiščnih samoglasnikov. Črka é je leta 1929 uradno zamenjala dvočrkje je, ki se je sicer uporabljalo v zgodnjih rokopisih do 14. stoletja ter kasneje zopet po 18. stoletju. Črka z je bila dolgo časa del islandske abecede, vendar so jo leta 1973 ukinili, saj je v izgovarjavi ni bilo več možno razločiti od s.
Pri podomačitvi v slovenščino obvezne ostrivce nad samoglasniki opuščamo (Hjálmar → Hjalmar), črko ð pišemo z dh ali đ, črke þ, æ, ö pa z dvočrkji th, ae, oe.